# Mamalilikala

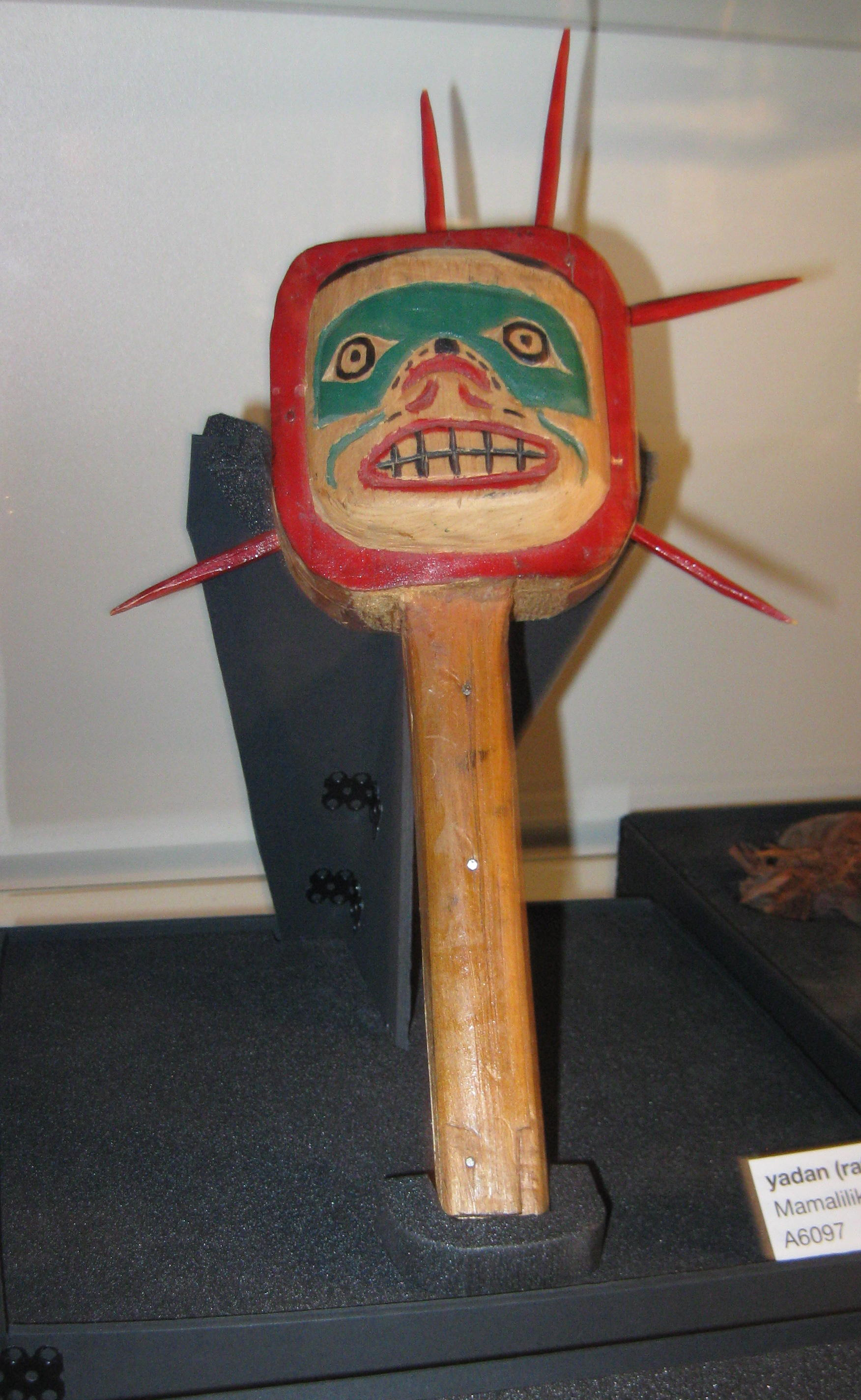
Hochet Mamalilikala.

Les Mamalilikala, aussi connus comme Mamalelequala, Mamalilikulla, Mamalillaculla, Mamaleleqala, sont un peuple nord-amérindien de Colombie-Britannique au Canada. Ils sont rattachés aux Kwakwaka'wakw et leur principal village est Memkumlis (en) de l'île Village.